# عبد اللطيف جمجوم

عبد اللطيف جمجوم (ممثل)

عبداللطيف جمجوم ممثل كوميدي مصري  صاحب فرقة مسرحية شعبية تحمل اسمه. التحق عبد اللطيف جمجوم بفرقة «جورج ابيض» قبل الحرب العالمية الاولي، وانضم إلى فرقة «عزيز عيد» الفودفيلية صيف 1915، ثم التحق بالفرقة التي ألفها نجيب الريحاني في عام 1916 بمسرح الرينسانس مع ضم الكاتب أمين صدقي الذي يعمل على ترجمة الروايات الفرنسية إلى العربية، واستيفان روستي، وحسن فايق حيث اشترك بتمثيل (أبقي قابلني) و (كشكش بك في باريس) و (وصية كشكش بك).
أنشأ فرقة هزلية في عام 1925 تحمل اسمة اخذت تحيي مواسم الصيف بالإسكندرية، وتطوف المحافظات، حيث أعجب به عمدة إحدى القرى فتحفظ عليه هو وفرقته ليقيم حفلات في القرية طوال الشهر، وفي الليلة الأخيرة أفرج عنهم وصرف لهم عشرة جنيهات.
تعاون عبد اللطيف جمجوم مع المطربة حياة صبري في عام 1932 على تكوين فرقة مسرحية عملت بكازينو ليلاس بمنطقة روض الفرج وقدمت مسرحيات قليلة منها مسرحية «أنا وأنت» من تأليف نجيب الريحاني وبديع خيري ولكن هذه الفرقة لم تستمر طويلاً.
انضم مرة أخرى لفرقة الريحاني عام 1935 واشترك بتمثيل مسرحيات (مين يعاند ست) و (فانوس افندي) و (مندوب فوق العادة).
ظل يؤدي أدوار رئيسة بجانب نجيب الريحاني حتى مات فجأة في نوفمبر عام 1938 أثناء عرض مسرحية (استنى بختك) لفرقة الريحانى.
رصيدة في السينما أربعة أفلام فقط وهي:
فيلم «صاحب السعادة كشكش بيه» للمخرج إستيفان روستي عام 1931
فيلم «حوادث كشكش بيك» للمخرج كارلو بوبا عام 1934
فيلم «الحب المرستاني» للمخرج الإيطالي ماريو فولبي عام 1937
فيلم «مبروك» للمخرج فؤاد الجزايرلي عام 1937
فيلم «شيء من لا شيء» للمخرج أحمد بدرخان عام 1938

## وصلات خارجية
- عبداللطيف جمجوم على موقع السينما
- عبداللطيف جمجوم على موقع دهليز
- عبداللطيف جمجومعلى موقع كاروهات نسخة محفوظة 26 أكتوبر 2021 على موقع واي باك مشين.